# 小堀桂一郎
小堀 桂一郎（こぼり けいいちろう、1933年9月13日 - ）は、日本のドイツ文学者、比較文学者。東京大学名誉教授、明星大学名誉教授。専攻はドイツ文学、比較文学、比較文化、日本思想史。日本会議副会長。

## 経歴
出生から修学期
1933年、洋画家・小堀稜威雄の息子として東京で生まれた。静岡県立沼津中学校から静岡県立沼津東高等学校に進み、1953年に卒業。東京大学文学部ドイツ文学科に進学し、1958年に卒業。同大学大学院比較文学比較文化専修に進み、1961年に修士課程を修了。
ゲーテ賞を受賞し、1961年から1963年にかけて旧西ドイツのフランクフルト大学文学部及びミュンヘン大学に留学。
帰国後は1963年に慶應義塾大学助手に採用された。1968年、東京大学大学院文学研究科博士課程を修了し、学位論文『若き日の森鴎外』を提出して文学博士号を取得。
文学研究者として
1969年、東京大学教養学部助教授に就任。1986年に教授となった。1992年には同大学院比較文学比較文化専攻課程主任を務めた。1994年に東京大学を定年退官し、名誉教授となった。同1994年4月からは明星大学日本文化学部言語文化学科教授として教鞭を執った。2004年に定年退職し、名誉教授となった。

## 人物

### 統一教会との関係
- 小堀は、統一教会の関連団体「教科書正常化国民会議」の発起人である[3]。

- 小堀は、統一教会の関連団体「世界平和教授アカデミー」の機関紙『知識』1984年7月号に寄稿した[4]。

## 受賞・栄典
- 1959年：第1回日本ゲーテ賞：論文「『ファウスト』の地上の賭に於ける賭物の問題」
- 1970年：第21回読売文学賞研究・翻訳賞：『若き日の森鷗外』
- 1983年：第14回大宅壮一ノンフィクション賞：『宰相鈴木貫太郎』
- 2000年：第16回正論大賞

## 研究内容・業績
ドイツ文学研究
ゲーテやホフマンスタール などの近代ドイツ文学研究から出発し、日本における独文学の受容史などにも手を広げた。また、ライフワークとして森鴎外研究を手掛けており、多くの著作がある。

## 言論活動
保守系論者として
歴史教科書問題などが顕在化した1980年代初頭より歴史認識問題などへの発言を開始し、著名な保守系の論客となる。東京裁判（極東国際軍事裁判）史観を批判しているほか、1990年代前半には林健太郎との歴史認識論争を月刊誌『正論』上で展開した。
1997年5月30日に日本会議が設立されると、副会長に就任した。
「日本文化会議」（1968年 - 1994年）や「教科書正常化国民会議」の設立発起人などの立場で政治運動に参与している。21世紀に入り、女性天皇・女系天皇を否認する「皇室典範問題研究会」の会長となり「皇室典範に関する有識者会議」の方針には反対の論陣を張った。2007年に駐日アメリカ合衆国大使に手渡されたアメリカ合衆国下院121号決議（慰安婦決議）の全面撤回を求める抗議書にも賛同者として名を連ねた。映画『南京の真実』の賛同者でもある。日本文化チャンネル桜では、『桜塾講座――再検証東京裁判』の講師を務める。渡部昇一と共に、ダグラス・マッカーサーの連邦議会証言における「security」発言を「自衛」と訳し広めた一人。
1990年代前半より井尻千男、入江隆則らと共に、4月28日の「主権回復記念日」を祝日に制定することを目指しており、毎年当日に主権回復記念国民集会を主宰している。
「横田めぐみさんたちを救出するぞ! 全国大集会」呼掛け人、「天皇陛下の御訪韓問題を考える会」代表、日台交流教育会会長を務める。
日本国史学会発起人の1人。
2011年10月1日、「明治の日推進協議会」が結成される。同団体は、11月3日の祝日の趣旨を明治天皇の誕生日を寿ぐ戦前の明治節に戻し、「文化の日」から「明治の日」への改称を目指すとする。2024年1月まで日本会議会長の田久保忠衛が会長を務めていた。副会長は日本会議元副会長の小田村四郎、代表委員には同副会長の小堀、参与には櫻井よしこ、同政策委員会代表の大原康男、同代表委員の板垣正、同政策委員の伊藤哲夫らが名を連ねるなど、明治の日推進協議会は日本会議との結びつきが強い。同団体広報担当者は「行事開催の告知に日本会議が協力している」と説明している。
2012年9月5日、小堀、三宅久之、すぎやまこういちなど保守系の著名人28人は、同年9月の自由民主党総裁選挙に向けて、「安倍晋三総理大臣を求める民間人有志の会」を発足させた。同日、同団体は安倍晋三の事務所に赴き、出馬要請をした。9月26日、総裁選が実施され、安倍が当選した。
2016年、上皇明仁（平成在位期の天皇）の譲位の意向表明を受け「天皇の生前御退位を可とする如き前例を今敢えて作る事は、事実上の国体の破壊に繋がるのではないかとの危惧は深刻である」と述べ、摂政の冊立が最善だとの見方を示した。

## 家族・親族
- 長女：小堀馨子は宗教史学者。
- 父：小堀稜威雄は洋画家。
- 祖父：小堀鞆音は日本画家。
- 義兄（姉の夫）：田辺久之は音楽評論家で図書館情報学者。

## 著作
- 『若き日の森鷗外』東京大学出版会 1969、新版 1980
- 『森鷗外の世界』講談社 1971 - 訳・解説
  - 改訂『森鷗外の「智恵袋」』講談社学術文庫 1980
- 『鎖国の思想：ケンペルの世界史的使命』中公新書 1974、再版1993
- 『西学東漸の門：森鴎外研究』朝日出版社 1976
- 『イソップ寓話：その伝承と変容』中公新書 1978／講談社学術文庫 2001※
- 『古典の知恵袋：東と西の処世術入門』講談社 1979／講談社学術文庫 1986
- 『鷗外とその周辺』明治書院 国文学研究叢書 1981
- 『森鷗外文業解題 創作篇』岩波書店 1982[29]
- 『森鷗外文業解題 翻訳篇』岩波書店 1982[30]
- 『宰相鈴木貫太郎』文藝春秋 1982／文春文庫 1987
- 『戦後思潮の超克』日本教文社 1983
- 『今上天皇論』日本教文社「教文選書」 1986
  - 改題『昭和天皇論』教文選書 1989
- 『昭和天皇論・續』日本教文社「教文選書」 1989
- 『さらば、敗戦国史観：何が日本人の歴史観を歪めたのか』PHP研究所 1992
  - 改訂『さらば 東京裁判史観：何が日本人の歴史観を歪めたのか』PHP文庫 2001※
- 『鏡の詞・劍の詩：反時代的考察』展転社 1994
- 『再検証東京裁判：日本を駄目にした出発点』PHP研究所 1996※
- 『東京裁判の呪ひ：呪縛から日本人を解き放て』PHP研究所 1997※
- 『靖国神社と日本人』PHP新書 1998※
- 『森鷗外―批評と研究』岩波書店 1998
- 『昭和天皇』PHP新書 1999※
  - 増訂『昭和天皇とその時代』PHP研究所 2015※
- 『国民精神の復権』PHP研究所 1999※
- 『奪はれた歴史：未来ある国家観の再生に向けて』PHP研究所 2001※
- 『和歌に見る日本の心』明成社 2003
- 『皇位の正統性について：「万世一系の皇祚」理解のために』明成社 2006
- 『日本に於ける理性の傳統』中央公論新社「中公叢書」 2007※[31]
- 『なぜ日本人は神社にお参りするのか』海竜社 2009
- 『日本人の「自由」の歴史：「大宝律令」から「明六雑誌」まで』文藝春秋 2010
- 『鞆乃音―楓蔭書屋家集』三清庵居士名義、近代出版社 2011 - 歌集
- 『「國家理性」考：國家學の精神史的側面』錦正社 2011
- 『萬世一系を守る道：なぜ私は「女系天皇」を絶対に容認できないのか』海竜社 2012
- 『森鷗外：日本はまだ普請中だ』ミネルヴァ書房(日本評伝選) 2013
- 『小堀鞆音：歴史画は故実に拠るべし』ミネルヴァ書房(日本評伝選) 2014
- 『歴史修正主義からの挑戰：日本人は日本を取り戻せるか?』海竜社 2014／経営科学出版 2022 - 改訂版
- 『鈴木貫太郎：用うるに玄黙より大なるはなし』ミネルヴァ書房(日本評伝選) 2016
- 『和辻哲郎と昭和の悲劇：伝統精神の破壊に立ちはだかった知の巨人』PHP新書 2017※
- 『靖國の精神史：日本人の国家意識』PHP新書 2018※
- 『象徴天皇考』明成社 2019
- 『人間の境涯について：人文學隨想集』勉誠出版 2019
- 『國家理性及び國體について』明成社 2022

※の著作・編著は、電子書籍（Kindle版ほか）で再刊

### 編著
- 『これが正しい小・中学校教科書だ：この問題をどう教えるか』山手書房 1984
- 『三韓昔がたり』金素雲著、校訂・解説、講談社学術文庫 1985
- 『朝鮮史譚』金素雲著、校訂・解説、講談社学術文庫 1986
- 『東西の思想闘争　叢書比較文学比較文化 4』中央公論社 1994
- 『東京裁判 日本の弁明：「却下未提出弁護側資料」抜粋』講談社学術文庫 1995
  - 新版『東京裁判 幻の弁護側資料：却下された日本の弁明』ちくま学芸文庫 2011[32]※
- 『「ゆとり教育」が国を滅ぼす：現代版「学問のすすめ」』小学館文庫 2002※
- 『乃木将軍の御生涯とその精神』国書刊行会 2003[33]
- 『鈴木貫太郎自伝』解説・校訂、中央公論新社〈中公クラシックス〉2013[34]

### 共著
- 『平成時代の幕明け：即位礼と大嘗祭を中心に』田中卓・所功・大原康男共著、新人物往来社 1990[35]
- 『明治天皇と日露戦争：世界を感動せしめた日本武士道』入江隆則・占部賢志・加瀬英明・小柳陽太郎・高山亨・名越二荒之助共著、明成社 2005[36]
- 『これでよいのか？皇室典範改定：破壊か継承か 百二十五代の伝統』藤原正彦共著、日本政策研究センター(ブックレット) 2006
- 『「女系天皇論」の大罪』櫻井よしこ・八木秀次共著、PHP研究所 2006[37]
- 『皇室と日本人：寛仁親王殿下お伺い申し上げます』加瀬英明・櫻井よしこと聞き手、明成社 2006[38]
- 『日本人なら知っておきたい靖國問題』大原康男・小林よしのり・高森明勅・中西輝政・西尾幹二・長谷川三千子・百地章共著、青林堂 2007
- 『歴史の書き換えが始まった！：コミンテルンと昭和史の真相』中西輝政共著、明成社(日本の息吹ブックレット) 2007
- 『今昔秀歌百撰』特定非営利活動法人文字文化協會 2012

撰・解説は他に、岡崎久彦・蔡焜燦・遠藤浩一・藍川由美・福田逸・高島俊男・桶谷秀昭・稲田朋美・鷲尾英一郎・笹原宏之・松本徹・市村真一・早川聞多・土田龍太郎

### 共編
- （野田良之と共訳・解説）『ラートブルフ著作集 第9巻 人と思想』（東京大学出版会 1964年）
- （芳賀徹・平川祐弘・亀井俊介）『講座 比較文学』（全8巻：東京大学出版会 1973-1976年）
- （平川祐弘・亀井俊介）『文章の解釈――本文分析の方法』（東京大学出版会 1977年）
- （岡田英弘）『家族――文学の中の親子関係』（PHP研究所 1981年）
- （江藤淳）『靖国論集―日本の鎮魂の伝統のために』（日本教文社〈教文選書〉 1986年）
  - 『新版 靖國論集―日本の鎭魂の傳統のために』（近代出版社 2004年）ISBN 4907816146
- （渡部昇一）『新世紀の靖國神社―決定版全論点』（近代出版社 2005年）ISBN 4907816189
- （井尻千男・入江隆則）『主権回復―本当の終戦記念日は、四月二十八日である』（近代出版社 2008年）
- （神社本庁編）『靖国神社』（PHP研究所、2012年）-「近代史の苦難の象徴　靖国神社」を寄稿